# Undisputed
Undisputed (conocida en español como Contraataque (Argentina) o Invicto (Chile)) es una película estadounidense de 2002 dirigida por Walter Hill y protagonizada por Wesley Snipes y Ving Rhames.

## Sinopsis
George 'Iceman' Chambers (Ving Rhames) es un boxeador de peso pesado que es enviado a la prisión (récord de 46 victorias y 1 empate), por ser acusado de violación. A su llegada a la prisión, él oye hablar de Monroe Hutchen (Wesley Snipes), que en la prisión es clasificado como el campeón de boxeo (con un récord de 68 victorias y 0 derrotas). Cuando están ambos en el comedor, Iceman le pregunta curioso sobre sus habilidades en el boxeo y Monroe reconoce que es campeón de todas las categorías y pesos (mientras que Chambers sólo es campeón de los pesos pesados), después de averiguar que Monroe también ha sido campeón durante diez años seguidos (el tiempo que ha estado en la cárcel) procede a burlarse de él dándole una bofetada (Monroe se la devuelve dándole un rápido puñetazo en el pecho). Para impedir que hubiese tensión entre ambos campeones los guardias meten a Monroe en una celda aislada.
A medida que va pasando el tiempo, Chambers se acostumbra a pegar a los presos que no son de su agrado: por distintos motivos primero pega al mánager de Monroe, después a un skinhead, y se pega con los Asesinos de El Faziz.
Los policías de la cárcel se van hartando del comportamiento de 'Iceman' y él explica que lo hace por ganar respeto e impedir que los demás intenten agredirle. Los presos de la cárcel no aguantan más y los más importantes (el skinhead y Saladin) le ofrecen ayuda a Monroe para que pueda ganar a Chambers (metiendo droga en su comida) pero Monroe les amenaza con darles una paliza si lo hacían y afirma que puede ganarle sin ayuda de nadie. Desde entonces los presos apoyan a Monroe y confían en que gane a Chambers. Ahora el boxeador George 'Iceman' Chambers tendrá que luchar en la prisión contra Monroe Hutchen.